# Дулдугский сельсовет
Дулдугский сельсовет — административно-территориальная единица и муниципальное образование со статусом сельского поселения в Агульском районе Дагестана Российской Федерации.
Административный центр — село Дулдуг.

## Население
| 1926  | 1939  | 1959  | 1970  | 1989  | 2002  | 2008  |
| ----- | ----- | ----- | ----- | ----- | ----- | ----- |
| 653   | ↗704  | ↘678  | ↗943  | ↘910  | ↗1297 | ↗1311 |
| 2010  | 2012  | 2013  | 2014  | 2015  | 2016  | 2017  |
| ↗1357 | ↘1311 | ↘1266 | ↘1232 | ↘1195 | ↘1182 | ↘1160 |
| 2018  | 2019  | 2020  | 2021  | 2023  | 2024  | 2025  |
| ↗1164 | ↘1149 | ↘1126 | ↗1153 | ↘1143 | ↗1149 | ↘1137 |

## Состав
| № | Населённый пункт | Тип населённого пункта       | Население |
| - | ---------------- | ---------------------------- | --------- |
| 1 | Гоа              | село                         | ↘409      |
| 2 | Дулдуг           | село, административный центр | ↘495      |
| 3 | Яркуг            | село                         | ↘249      |